# Liolaemus rabinoi
Liolaemus rabinoi је гмизавац из реда Squamata и фамилије Tropiduridae.

## Угроженост
Ова врста се сматра рањивом у погледу угрожености врсте од изумирања.

## Распрострањење
Аргентина је једино познато природно станиште врсте.

## Станиште
Врста Liolaemus rabinoi има станиште на копну.